# Рудольф фон Шметтов
Граф Рудольф фон Шметтов (нім. Rudolf Graf von Schmettow; 8 січня 1891, Берлін — 28 червня 1970, Бад-Вільдунген) — німецький воєначальник, генерал-лейтенант вермахту. Кавалер Німецького хреста в сріблі.

## Біографія
Син генерал-лейтенанта графа Ебергарда фон Шметтова, особистого ад'ютанта імператора Вільгельма, і його дружини Агнес, уродженої фон Рунштедт. По матері — племінник генерал-фельдмаршала Герда фон Рундштедта.
1 вересні 1909 року вступив в Прусську армію. Учасник Першої світової війни, офіцер ескадрону, потім — командир взводу і полковий ад'ютант. Внаслідок отруєння газом на Західному фронті втратив легеню. Після демобілізації армії залишений в рейхсвері. З 26 серпня 1939 року — командир 164-го піхотного полку. Учасник Польської кампанії. 8 січня 1940 року відправлений в резерв через проблеми зі здоров'ям, які були наслідками отриманих в Першу світову війну поранень. З вересня 1940 року — командувач на Нормандських островах. З 1 вересня 1943 року — командир 319-ї піхотної дивізії, розміщеної на островах. У вересні 1944 року відхилив пропозицію полоненого генерал-майора Гергарда Бассенге про капітуляцію. З 1 жовтня 1944 року — одночасно головнокомандувач вермахтом на Нормандських островах. 27 лютого 1945 року знятий з посад за станом здоров'я і більше не отримав призначень. В травні 1945 року взятий в полон. Під час перебування в полоні отримав численні посилки від мешканців Нормандських островів як подяку за м'яке управління. Влітку 1947 року звільнений. В серпні 1963 року на запрошення британської телекомпанії відвідав свій старий командний пункт.

## Висловлювання
- «Є різниця між хороброю людиною і хоробрим дурнем.»

## Звання
- Фанен-юнкер (1 вересня 1909)
- Фенріх (17 травня 1910)
- Лейтенант (27 січня 1911)
- Оберлейтенант (18 квітня 1916)
- Ротмістр (1 грудня 1922)
- Майор (1 квітня 1933)
- Оберстлейтенант (1 листопада 1935)
- Оберст (1 квітня 1938)
- Генерал-майор (1 квітня 1942)
- Генерал-лейтенант (1 квітня 1944)

## Нагороди
- Залізний хрест 2-го і 1-го класу
- Орден «За заслуги» (Баварія) 4-го класу з мечами
- Хрест «За вірну службу» (Шаумбург-Ліппе)
- Нагрудний знак «За поранення» в чорному
- Почесний хрест ветерана війни з мечами
- Медаль «За вислугу років у Вермахті» 4-го, 3-го, 2-го і 1-го класу (25 років)
- Хрест Воєнних заслуг
  - 2-го класу з мечами (19 березня 1941)
  - 1-го класу з мечами (20 квітня 1942)
- Німецький хрест в сріблі (30 жовтня 1943)
- Застібка до Залізного хреста 2-го і 1-го класу (10 березня 1945) — отримав 2 нагороди одночасно.